# Lo strano caso di Emma Bovary
Lo strano caso di Emma Bovary (Contre-enquête sur la mort d'Emma Bovary) è un romanzo di Philippe Doumenc. Trae spunto dal finale del romanzo Madame Bovary di Gustave Flaubert.
Il libro è stato tradotto in neogreco, russo, sloveno, oltre che in italiano.

## Trama
La storia di Emma Bovary è celebre: perdutamente innamorata dell'amore, tradì il marito, si consumò nei debiti e si ritrovò sola. Disperata, assunse una dose di arsenico che la portò rapidamente alla morte. Doumenec riparte dal finale del grande classico di Flaubert per metterlo in discussione: si è trattato davvero di un suicidio o forse di un assassinio? Le ultime parole pronunciate da Emma Bovary fanno insorgere un dubbio nella mente dei due medici corsi ad assisterla. Sappiamo inoltre che l'arsenico, preso una sola volta e in piccola dose, non è mortale.
Doumenec intreccia quindi un giallo che porta l'anziano Delévoye e il giovane praticante Remi ad occuparsi del caso. Una serie di sospetti sullo sfondo di un piccolo paese ancora scosso ed indignato per il comportamento libertino di Emma Bovary. Non sarà quindi facile per i due scoprire la verità celata dietro a questo mistero misterioso. 

## Edizioni in italiano
- Philippe Doumenc, Lo strano caso di Emma Bovary: romanzo, traduzione di Guya Parenzan, Roma: LIT, 2008
- Philippe Doumenc, Lo strano caso di Emma Bovary: romanzo, traduzione di Guya Parenzan, Roma: Castelvecchi, 2008